# Chrysodema ruficornis
Chrysodema ruficornis es una especie de escarabajo del género Chrysodema, familia Buprestidae. Fue descrita científicamente por Obenberger en 1928.